# روبرت غرانت (سياسي كندي)
روبرت غرانت هو سياسي كندي، ولد في 22 أغسطس 1854 في كندا، وتوفي في 24 يناير 1935 في سانيتش في كندا. حزبياً، نشط في Conservative Party of British Columbia ‏.